# 細静脈

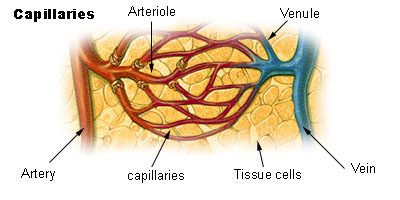
微小循環系の概念図。細静脈は毛細血管から静脈に至る途上に於いて形成されている

細静脈（さいじょうみゃく、英語: venule）は、直径100~200μm程度の細い静脈で、毛細血管から静脈に至る途中に於いて形成される血管。微小循環系を形作る血管の一つとされており、容量血管とも呼ばれる。